# Johann Heinrich Meister
Johann Heinrich Meister (* 6. Februar 1700 in Stein am Rhein; † 27. Juli 1781 in Küsnacht) war ein Schweizer evangelischer Theologe und Geistlicher.

## Leben
Meister wurde als Sohn eines Diakons geboren und studierte an der Universität Zürich. Seine Ordination erhielt er im Jahr 1719 und war anschliessend sowohl als Pfarrer als auch als Hauslehrer im Kanton Bern tätig. Ab 1721 war er in einer französischen Gemeinde in Bayreuth als Prediger tätig und wechselte 1730 nach Schwabach. Als Hofprediger Graf Albrecht Wolfgangs setzte man ihn 1733 ein. Im Dezember 1740 begegnete ihm Voltaire am Bückeburger Hof. 1747 übernahm er eine weitere Predigerstelle in einer französischen Gemeinde, dieses Mal in Erlangen. Im Jahr 1757 zog er zurück in die Schweiz, um Pfarrer in Küsnacht zu werden. In dieser Stellung verweilte er dort bis zu seinem Tode im Alter von 81 Jahren.
Sein Sohn Jakob Heinrich Meister war Schriftsteller.

## Werke
- Lettre d’un vieux chrétien à M. Scheffmacher Jésuite sur les six obstacles au salut qu’il prétend qu’ils se trouvent dans la religion chrétienne (1728)
- Sermons sur divers textes (1737)
- Essai de catechisme familier (1740)
- Quatre lettres sur la discipline ecclésiastique entre M. Necker et M. le Maître (1740)
- Nouveau recueil de sermons (1741)
- Réflexions sur la manière de prêcher la plus simple et la plus naturelle (1745)
- Von den Wirkungen Gottes in dem Verstande und Willen (1752)
- Le livre des enfants pour l’école française (1753)
- Jugement sur l’histoire de la religion chrétienne contre l’avant-propos de l’abrége de Fleury (Zürich 1768)